# モードセレクター
モードセレクター（Modeselektor）は、ゲアノット・ブロンザートとセバスチャン・シャーリーによるユニット。彼らの服装が示すように、ヒップホップやブレイクビーツのリズムでありながら、エレクトロともいえるサウンドをフロアに放つ。ジャンルの定義は非常に難しい。また彼らはDJプレイも行う。

## ディスコグラフィ

### スタジオ・アルバム
- Hello Mom! (2005年、BPitch Control)
- 『ハッピー・バースデイ!』 - Happy Birthday! (2007年、BPitch Control)
- 『モンキータウン』 - Monkeytown (2011年、Monkeytown)
- 『フー・エルス』 - Who Else (2019年、Monkeytown)
- Extended (2021年、Monkeytown)
- Mean Friend (2021年、Monkeytown)